# توماس هورنبين
توماس هورنبين هو متسلق جبال امريكي وُلد في ستة نوفمبر عام 1930 وتوفي في ستة مايو عام 2023 قام بأول استكشافاته في المرتفعات الغربية لقمة إيفرست وقد سُميت بمدرجات هورنبين تشريفًا له

## سيرته الذاتية
وُلد في سانت لويس بولاية ميسوري وقد طور هورنبين اهتماما بالجيولوجيا عندما كان مراهقًا ولقد أدت دراسته للجيولوجيا إلى إعجابه بالجبال وفي النهاية أصبح مهتمًا بالطب ايضًا. حصل على درجة دكتوراه في الطب عام 1956 من كلية الطب من جامعة واشنطن وعمل طبيب تخدير وكما درس الحدود الفسيولوجية البشرية وحدود التحمل في المرتفعات الشاهقة. وقد كان استاذًا ورئيس قسم التخدير في كلية الطب لجامعة واشنطن في سياتل من عام 1978 إلى عام 1993 وكانت حياته حلقة وصل بين الطب وتسلق الجبال.
كان هورنبين من أوائل متسلقي منطقة بولدر كولورادو في فلاتيرونز.
حاول هورنبين وشركاؤه ويلي اونسويلد وديك إيمرسون تسلٌق جبل ايفرست في عام 1963 كجزء من بعثة ايفرست الامريكية وكان جيم ويتاكر وناوانج جومبو شيربا من هذه البعثة وقد وصلوا الى القمة في الأول من مايو عام 1963.
كان هورنبين واونسويلد وايمرسون اول من حاول تسلق المرتفعات الغربية الصعبة وكان تسلق المرتفعات في السابق يتم فقط عن طريق التلال الجنوبية الشرقية او المضيق الشمالي والمرتفعات الشمالية الشرقية. كانت خطتهم تسلق المرتفعات الغربية والنزول إلى المرتفعات الجنوبية الشرقية ومن المضيق الجنوبي، وهذا سوف يجعل منهم اول من اجتاز قمة يبلغ إرتفاعها 8000 متر.
في 22 مايو 1963، في الساعة 6:50 صباحًا غادروا معسكرهم الأخير وبدأوا التسلق وبقي إيمرسون في المعسكر بسبب مرض المرتفعات.
وعلى الرغم من أن التقدم كان بطيئًا للغاية فقد وصلوا إلى القمة في الساعة 6:15 مساءًا ووجدوا أنفسهم متأخرين بساعات عن الجدول الزمني الخاص بهم وبعد قضاء عشرين دقيقة في القمة بدأوا في النزول وبعد وقت قصير من بدأ النزول نفذَ الأوكسجين من اونسويلد.
في الساعة 9:30 صادفوا أمريكيين اخرين من نفس البعثة وهم باري بيشوب ولوت جيرستاد وصلَ بيشوب وجيرستاد إلى القمة في وقت سابق من اليوم بإستخدام المضيق الجنوبي وبحلول هذا الوقت كانا مرهقين ونفذَ الأوكسجين تقريبًا.
إجتمع المتسلقون الأربعة عند النزول واستمروا في إحراز تقدم بطيء جدًا حتى شعروا أن الأمر خطير للغاية وتوقفوا في وقت ما بعد منتصف الليل.
اجتمعوا معًا حتى الساعة 4:00 صباحًا ثم بدأوا في النزول مرة أخرى حيث التقوا بأعضاء البعثة الذين يحملون خزانات إضافية من الاوكسجين.
ولقد وصلوا الى المعسكر ووجدوا اونسويلد وقد تجمدت اقدامه. ولقد عانى باري بيشوب ولوت جيرستاد أيضا من تجمد الاقدام واونسويلد وبيشوب خسروا أصابع اقدامهم نتيجة للتجمد.
وكتب هورنبين عن احداث هذه الليلة في كتابه ايفرست: المرتفعات الغربية "لقد كانت هذه الليلة شديدة الفراغ. الخيال الأسود لجبل لوتسي كامنة هناك، نصف لتراه ونصف اخر للافتراض واسفلنا كان ببساطة لا شيء وكنا معلقين في فجوة لا نهاية لها متألمين من برد القارص وكانت لدينا فكرة الا نكون قادرين على فعل أي شيء سوى الإرتعاش وإنتظار شروق الشمس.
أطلق هورنبين إسم هورنبين كولوار على اخدود شديد الإنحدار تسلقه هو واونسويلد في الجزء العلوي من الجدار الشمالي.
في كتابه في الهواء الرقيق وكتب جون كراكاور أن "صعود هورنبين واونسويلد كان ولا يزال يستحق الترحيب باعتباره أحد الإنجازات العظيمة في سجلات تسلق الجبال.
في عام 2002 كان هورنبين البالغ من العمر 72 عامًا لا يزال نشطًا كأستاذ في علم التخدير وكمتسلق جبال. في عام 2006 إنتقل من منطقة سياتل إلى إستس بارك في منطقة كولورادو حيث عاش مع زوجته كاثي ميكيسيل هورنبين وهي طبيبة أطفال متقاعدة وروائية شابة ولقد تسلقوا بإنتظام في جبال روكي كولورادو.

## وفاته
توفي توماس هورنبين في منزله في إستس كولورادو في 6مايو 2023 عن عمر يناهز 92

## الجوائز
في 14 إبريل 2018 حصل هورنبين على جائزة إنجاز مدى الحياة من قبل نادي تسلق الجبال وناشر كُتب تسلق الجبال.

## كتاب
هورنبين. توماس.ف: يوليو 1998 ايفرست ويست ريدج  الناشر نادي متسلقي الجبال.